# HIM
HIM (a veces estilizado como H.I.M.) fue una banda de rock gótico finlandesa de Helsinki. Formada por primera vez en 1991 por el vocalista Ville Valo y el bajista Mikko Paananen bajo el nombre de His Infernal Majesty (),lanzó su álbum debut Greatest Lovesongs Vol. 666 en 1997. En 2000, ahora con el baterista Mika "Gas Lipstick" Karppinen y el tecladista Juska Salminen, la banda lanzó Razorblade Romance, que alcanzó el puesto número uno en Finlandia, Austria y Alemania. El primer sencillo "Join Me in Death" también se ubicó en el número uno en Finlandia y Alemania, y finalmente se convirtió en platino y oro, respectivamente. Tras la incorporación de Janne "Burton" Puurtinen en los teclados, HIM lanzó Deep Shadows & Brilliant Highlights (2001) y Love Metal (2003). Ambos se ubicaron entre los diez primeros en varios países y permitieron que la banda hiciera una gira por el Reino Unido y los Estados Unidos por primera vez.
En 2005, HIM lanzó Dark Light, que se convirtió en el álbum de mayor éxito comercial del grupo hasta la fecha. HIM también se convirtió en el primer grupo finlandés en la historia en recibir un disco de oro en los EE. UU. En 2007, HIM lanzó Venus Doom, cuya realización se vio empañada por problemas en la vida personal de Valo. Sin embargo, el álbum le dio a la banda su posición más alta en las listas de Estados Unidos en el número doce. Después de Screamworks: Love in Theory and Practice de 2010, HIM hizo una pausa después de que Gas Lipstick se viera obligado a tomar una licencia médica. Después de varios meses de incertidumbre, la banda se reagrupó y lanzó el álbum Tears on Tape en 2013. Gas Lipstick anunció su salida de la banda en 2015 y posteriormente fue reemplazado por Jukka "Kosmo" Kröger. El 5 de marzo de 2017, HIM anunció que la banda se disolvería luego de una gira de despedida en 2017. La banda tocó su último show en la víspera de Año Nuevo de 2017 como parte de su Festival Helldone anual.
HIM es una de las bandas finlandesas de mayor éxito comercial de todos los tiempos, con ventas de más de diez millones de discos. HIM también ha recibido numerosos elogios, incluidos ocho premios Emma. La banda es conocida por su sonido distintivo, que combina elementos más melódicos y melancólicos con influencias más pesadas. Esto hizo que fuera difícil para el público clasificar la música de HIM, lo que llevó a la banda a acuñar el término "love metal". HIM también es conocido por su logo, el heartagram, que ha hecho numerosas apariciones en otros medios.

## Biografía

### Comienzos (1987-1996)
"Witches and Other Night Fears" fue el primer disco que la banda grabó. Se trata de una demo realizada en 1992, y por una razón desconocida, se decidió no sacarla a la luz. Ville Valo posee la única copia conocida.
En 1995, año en que se consideraría realmente el inicio de la banda, la formación constaba de Valo como vocalista, Linde en la guitarra, Migé Amour en el bajo, Antto Melasniemi en el teclado y Pätkä en la batería. En este año, se lanzó This Is Only the Beginning, en Finlandia, en un principio la banda se llamó "His Infernal Majesty", aunque acortaron su nombre por el actual, HIM, debido a que se asociaban con rituales satánicos.
666 Ways to Love: Prologue fue lanzado en 1996, únicamente en Finlandia, y solo se vendieron 1000 copias de este álbum. La mujer de la portada se dice que es la madre de Valo. Fue producido por Hiili Hiilesmaa, y fue grabado en Finnvox, MD and Peacemakers, Helsinki.

### Greatest Love Songs Vol. 666(1997)
La banda lanzó su primer álbum de estudio, Greatest Love Songs Vol. 666, el 20 de noviembre de 1997. Cuenta con la versión de Chris Isaak, "Wicked Game" y de Blue Öyster Cult, "(Don´t Fear) the Reaper". De este álbum se lanzaron cuatro sencillos, el cual también fue producido por Hiili Hiilesmaa. Al igual que el EP 666 Ways to Love: Prologue, el álbum fue grabado en Finnvox, MD and Peacemakers en Helsinki, Finlandia. Sanna-June Hyde y Asta Hannula, fueron las voces invitadas en "(Don´t Fear) the Reaper" y "For You", respectivamente.
Se lanzó una versión digipak con "For You" trasladada a la primera pista. Otra edición especial se publicó en Alemania con el Bonus Track "Stigmata Diaboli", tomado de 666 Ways to Love: Prologue. En consonancia con el tema del 666, el álbum tiene una duración de 66:06 y contiene un total de 66 pistas (56 de las cuales están en blanco). Hay otra pista que comienza a los 6 minutos en la pista 66, es el outro de "The Heartless" de 666 Ways to Love: Prologue. La pista se llama "HIM 666", "666" o "Dark Circle". Este es el único álbum de HIM en el que hay una pista oculta. Aunque, a veces se perciben referencias al culto a Satán, Valo ha negado que el álbum tenga tales referencias.
Todas las pistas del álbum se han tocado en directo, pero algunas de ellas como "The Beginning of the End", "For you" y "Our Diabolical Rapture", ya no están en el setlist de la banda desde hace varios años.
A pesar de la buena acogida que tuvo en Finlandia, Melasniemi abandonó el grupo siendo sustituido por Zoltan Pluto.

### Razorblade Romance(1999)
Después de ganar popularidad en Europa, sobre todo en su país, se publicó su segundo álbum, en 1999, titulado Razorblade Romance. Es entonces, cuando la popularidad de la banda comenzó a subir, su sencillo "Join Me in Death" alcanzó el número uno en las listas de música alemanas, vendiendo más de 500.000 copias de este sencillo en dos meses. "Join Me in Death" fue utilizada en la banda sonora de la versión europea de la película The Thirteenth Floor y más tarde fue usada en la película Resident Evil: Apocalypse.
A raíz de este éxito, se lanzaron dos sencillos más en Alemania de este álbum, "Right Here in My Arms" y "Gone with the Sin", que alcanzaron el #20 y #19 en las listas, respectivamente. En esta época también van siendo cada vez más conocidos en otras partes de Europa, como en el Reino Unido. El álbum llegó a ser número uno tanto en Alemania como en su nativa Finlandia.
El título original para Razorblade Romance era, de hecho, Slippery When Dead como un tributo a Slippery When Wet de Bon Jovi. Una demo de este período de grabación se filtró en Internet, en 2004, titulado "Too Happy To Be Alive". Algunos fanes dicen que puede ser comparada con otra canción de Razorblade Romance, "Death Is in Love with Us". Se usó una caja de ritmos para este período debido a que Pätkä dejó la banda, el cual fue sustituido por Gas Lipstik.
En el 2001, Zoltan Pluto también abandona la banda, ingresando en ésta Emmerson Burton
En 2002, Razorblade Romance fue relanzado y puesto a la venta en los Estados Unidos. A HIM no se le permitió utilizar su nombre para las ventas a causa de la banda americana, HiM, con los derechos para ese nombre. Por lo tanto, se cambió el nombre a HER (Her Evil Royalty) en los Estados Unidos. Finalmente, pudieron comprar todos los derechos al nombre "HIM", y las copias del álbum comenzaron a ser fabricados con ese nombre. Solo existen 1000 copias del álbum con el nombre HER, convirtiéndose en un artículo de coleccionista entre los aficionados.

### Deep Shadows and Brilliant Highlights(2001)
Durante el año 2001, antes de que el grupo sacara su tercer trabajo, formaron una nueva banda, Daniel Lioneye And The Rollers, salió como un proyecto en solitario del guitarrista Linde (como Daniel Lioneye), el cual era el vocalista. El estilo de música que se reproduce en el álbum es un hard-bluesy rock, con temas como el sexo, el alcohol y el rock 'n' roll, muy diferente de la letra romántica de HIM.
Migé Amour tocaba el bajo, Ville Valo fue el batería, con Hiili Hiilesma en teclados, e Ike a los efectos de sonido. Lanzaron un álbum, The King of Rock'n Roll, en septiembre de 2001, y el conjunto solo ha realizado cuatro conciertos.
Después de este proyecto, se lanzó Deep Shadows and Brilliant Highlights, en agosto de 2001. Este fue el primer disco de la banda con Emmerson Burton. Una vez más el álbum alcanzó el número uno en su país, lo que les hace la banda más dominante en su país, desde Hanoi Rocks en los ochenta. Asimismo, logró el segundo puesto en Alemania.
De este álbum se lanzaron tres sencillos: "Pretending" (que alcanzó el #10 en Alemania), "In Joy and Sorrow" y un doble sencillo con "Heartache Every Moment" y "Close to the Flame". Tal éxito fue facilitando su aparición progresiva en la corriente principal.
Como en el anterior álbum, también hubo problemas para titular Deep Shadows and Brilliant Highlights, en un principio, se quería que fuera llamado Ozzymandias Dargunum y que contuviera 14 pistas. Las demos se grabaron en 2000 en Hollola. En noviembre de 2001, el número total de ventas fue de casi 400.000 copias.
En junio de 2001, actuaron en el Rock am Ring (Alemania).
La banda ha decidido dejar de hacer presentaciones de las canciones de este álbum, puesto que ya no es el estilo musical de ellos.

### Love Metal(2003)
El 14 de abril de 2003, HIM lanzó Love Metal. Este fue el primer álbum, en que no figuraba Ville Valo en la portada. En lugar de ello, aparecía un heartagram dorado. "The Funeral of Hearts" fue el primer sencillo y su primera aparición en las listas de éxitos del Reino Unido con el #14, y consiguió el #3 en Alemania. Fue seguido por "Buried Alive by Love" y "The Sacrament".
Durante la promoción del álbum Love Metal, el grupo se hizo más conocido en Estados Unidos e internacionalmente cuando el skater profesional y personalidad televisiva, Bam Margera comenzó a utilizar el heartagram y a promocionarlos, en gran medida, en su serie de MTV, Viva La Bam, aunque efectuó mucha publicidad previamente en Jackass. Margera dirigió y produjo el vídeo de "Buried Alive by Love", que incluyó la aparición de la actriz de Natural Born Killers, Juliette Lewis; así como el vídeo de "The Sacrament".
Love Metal se tocó en su totalidad el 8 de marzo de 2003 en Grosse Freiheit Club, en Hamburgo solo un mes antes de su lanzamiento. La única pista que no tocaron fue "Love's Requiem", ya que no se incluyó en la versión original del álbum, pero sí en las versiones digipak. Las entradas estaban disponibles para la venta en la web oficial de la banda y se vendieron al cabo de pocos días. Ville fue el que tuvo la idea inicial de hacer este regalo a sus fanes. El concierto se ha incluido en versiones no oficiales, vídeo y audio bootlegs con el nombre de "Buried Alive" o "Love Metal live".
En 2003, actuaron en el Download Festival, en Inglaterra, en el segundo escenario con The Hellacopters, y al año siguiente fueron cabeza de cartel del mismo escenario. El 30 de mayo de 2003, actuaron en el Festimad, en el escenario de El Lago, con Marilyn Manson y Evanescence.
En 2004, lanzaron And Love Said No: Greatest Hits 1997-2004, el primer álbum de grandes éxitos de HIM. Contiene dos canciones inéditas: "And Love Said No" y "Solitary Man", la última de las cuales es una versión de Neil Diamond, cuyos vídeos también fueron dirigidos por el amigo de la banda, Bam Margera. También cuenta con una versión regrabada de "When Love and Death Embrace" y la versión británica también tiene otra de "It's All Tears (Drown in this Love)". La versión digipak de este álbum viene con un DVD con seis canciones en directo en el Semifinal Club de Helsinki.

### Dark Light(2005)
En 2005; HIM sacó su quinto álbum de estudio, Dark Light, convirtiéndose en una de las bandas de pleno avance en Estados Unidos, que debutó en el top 20 del Billboard 200, con sus dos grandes éxitos, "Rip Out The Wings Of A Butterfly" y "Killing Loneliness". Kat Von D aparece en la versión estadounidense del video de "Killing Loneliness" tatuando los ojos de Edgar Allan Poe en la espalda de Ville Valo. En el verano de 2005 tocaron en el escenario principal del Download Festival junto a Black Sabbath y Velvet Revolver.
El éxito de Dark Light también permitió que álbumes anteriores (incluyendo Love Metal) se reeditaran en los Estados Unidos. En octubre de 2006, la web oficial de la banda anuncia que Dark Light consiguió el disco de oro en Estados Unidos por la RIAA. Esto les hizo ser la primera banda de Finlandia en vender más de 500.000 discos en Estados Unidos.
Durante su gira para promover Dark Light, Migé y Burton escribieron una canción juntos llamada "Plasma Mullet" que es completamente diferente de sus otros trabajos y no está en ninguna publicación oficial de la banda. La única vez que ha sido escuchada por el público es en el espacio de media hora del skater Bam Margera en Sirius Satellite Radio o en varios conciertos después de su actuación.
Uneasy Listening Vol. 1, su segundo álbum recopilatorio, fue lanzado en 2006. La compilación contiene quince versiones de las canciones más suaves de HIM como "In Joy and Sorrow", "The Sacrament", "Gone With The Sin" y "One Last Time". Una versión acústica de "Pretending" que también, se puede encontrar en el sencillo de "In Joy and Sorrow (String Version)".
A este disco recopilatorio le siguió Uneasy Listening Vol. 2, en 2007. Contiene catorce temas, que ejemplifican el lado más pesado de HIM. Estos incluyen la versión de Black Sabbath "Hand of Doom", un remix de "Sigillum Diaboli", una versión en directo de "Right Here in My Arms", y un remix de Turbonegro, "Rendezvous with Anus". También contiene la tan buscada versión de "Buried Alive by Love", que inicialmente solo apareció en el DVD de CKY4, The Latest and The Greatest.

### Venus Doom(2007)
Venus Doom salió a la venta en septiembre de 2007. En el Give It A Name Festival'07, HIM tocó una de las nuevas canciones, "Dead Lovers' Lane". Este disco cuenta con la canción más larga del grupo hasta el momento con una duración de 10:42 ("Sleepwalking Past Hope"), así como la más corta con 1:11 minutos de duración ("Song or Suicide"). Venus Doom está principalmente orientado a la guitarra con una pronunciada falta de teclados. La canción "Passion's Killing Floor" está en la banda sonora de Transformers. El primer sencillo fue "The Kiss of Dawn", que se ha convertido en un elemento básico en la mayoría de sus actuaciones en directo, así como "Passion's Killing Floor", "Dead Lovers' Lane" y la épica "Sleepwalking Past Hope". El video de "The Kiss of Dawn" fue escrito y dirigido por Meiert Avis, el siguiente sencillo fue, "Bleed Well" también dirigido por Avis.
En la 50.ª edición de los Premios Grammy anuales, Matt Taylor y Ville Valo, fueron nominados a la categoría de "Mejor caja o edición especial limitada" por Venus Doom. El álbum no consiguió finalmente el premio, que fue para What It Is!: Funky Soul and Rare Grooves (1967–1977) (realizados por diversos artistas y obras de Masaki Koike).
Digital Versatile Doom, es el primer DVD / CD oficial en directo de HIM, estaba previsto su lanzamiento el 1 de abril de 2008, pero fue aplazado hasta el 29 de abril. Cuenta con una actuación en directo desde The Orpheum Theater de Los Ángeles, así como imágenes del backstage. También figuran en el DVD, el encuentro entre el ganador de "HIM's biggest fans competition", con la banda en Seattle. El 1 de febrero de 2008 salió una edición especial, que viene con un flipbook de edición limitada con imágenes de la actuación en directo de "Sleepwalking Past Hope" en ese concierto.
El 5 de marzo de 2008, actuaron en la primera edición del MTV Winter en Valencia, en el cual también actuaron The Cure y From First to Last.
En julio de 2007 y en junio de 2008, participaron en el Projekt Revolution, concierto anual liderado por Linkin Park. También han actuado en el festival Ankkarock de Finlandia o el Download Festival de Inglaterra, entre otros.
En 2008, HIM cumple el décimo aniversario de los tradicionales conciertos de Año Nuevo en el club Tavastia de Helsinki, que desde 2005, pasó a ser el festival Helldone, en el que aparte de HIM, han actuado otras bandas como The 69 Eyes, Negative, y muchas más bandas finlandesas y del Reino Unido como Fields of the Nephilim.

### Screamworks: Love in Theory and Practice(2010)
A principios de 2009, Kerrang! anunció que la banda estaba preparando un nuevo disco, que saldría a la venta en septiembre de ese año. El 9 de junio, Ville Valo, el vocalista de la banda dio una entrevista en una radio de habla inglesa, donde anunciaba que la banda estaría empezando a grabar el nuevo álbum en agosto del mismo año con el productor Matt Squire en la ciudad de Los Ángeles, California. La fecha de lanzamiento del álbum se atrasó respecto a las primeras informaciones, pero finalmente se lanzó el 5 de febrero en Finlandia de 2010, con un total de 13 temas. "Heartkiller", el primer sencillo fue expuesto el 4 de diciembre, "Scared to Death" y "Love the Hardest Way" fueron reveladas el 28 de diciembre en el festival Helldone. El videoclip de "Heartkiller" fue grabado la primera semana de enero y expuesto el día 7 de enero en el MySpace oficial de la banda.
Este disco tiene varias frases en latín o elementos que hacen referencia a textos bíblicos, por ejemplo; en la canción "Shatter Me With Hope", Ville hace referencia al antiguo testamento con el personaje de Salomón donde hace alegoría a la sabiduría y también a la cultura griega con los personajes de Cassandra y Damocles. Dándole un toque épico por la forma en que expresa el amor en sus canciones, pero más que nada representa un trabajo de culto, aun cuando se expulsan de forma violenta aquellos toques de material oscuro antes encontrados en sus primeros discos.
Otra referencia eclesiástica que aparece en el disco es la primera canción, "In Venere Veritas", en la cual hace referencia a una pasión, dolor, o amor extremadamente puro y verídico, como lo indica el nombre (proveniente del latín) de la canción.
Todo esto se debe a que Ville Valo, según él, todo el tiempo que antes utilizaba para ir a bares, ahora lo utiliza para leer, incluso ha revelado que su casa ya parece una biblioteca, lo que claramente ha influido en este disco y en su forma de escribir las canciones.
Musicalmente, el disco puede ser un eslabón roto entre la discografía pero es un material de un nivel aceptablemente cultural, en este disco hasta se hace referencia a uno de los poetas malditos, Charles Baudelaire, el cual Ville lo toma como un escritor poéticamente difícil de interpretar, y en la canción "Love the Hardest Way" hace retrato en que si es difícil leerlo a vista, más difícil va a ser leerlo ciego, por eso la oración -"Baudelaire in Braille"-;de aquí el nombre (traducido) de la canción "Amar de la forma más difícil".
HIM a finales de febrero de 2010 grabó un nuevo video para su canción "Scared to Death" en Melbourne, Australia.
El 1 de noviembre, se publicó en su página oficial la fecha del remix de su último álbum titulado SWRMXS, que cuenta con remixes de Tiësto, Morgan Page o Gavin Russom, entre otros, lanzado el 7 de diciembre de 2010.

### Hiato: Tour de Daniel Lioneye, separación de Warner y preparación de nuevo álbum
Tras acabar el corto tour del álbum Screamworks en verano, en septiembre de 2010, Linde comunicó vía Facebook que tendrían la oportunidad de hacer una gira por Estados Unidos los meses de febrero y marzo de 2011 como teloneros de Cradle of Filth.
El 28 de marzo de 2011, HIM y la compañía Sire/Records se separaron. El mánager de la banda, Seppo, aseguró a los fanes que la banda aún sigue viva y bien y afirmó que los detalles sobre futuros planes al igual que la nueva discográfica serán anunciados en verano del 2011.
El 24 de mayo, Linde, guitarrista de HIM, fue entrevistado por la revista "Inferno" en la cual comunicó que el descanso con HIM terminó y estaban concentrándose en material nuevo.
El periódico finés "Iltalehti" dijo esto sobre la banda el 3 de agosto de 2011:
"El nuevo álbum se acerca, pero todas las opciones aún siguen abiertas" Ville Valo de HIM vuelva a dar otra vez señales de vida. Sepoo Vesterinen, el mánager, dice que el álbum estará para el próximo año. El nuevo material se ha ido trabajando durante el verano. - "Bueno, partes de las canciones y canciones enteras" Por otro lado, el sistema de producción sigue abierto. La actual página oficial de HIM ha estado silenciosa durante mucho tiempo debido al hecho de que la página era mantenida por la antigua discográfica. Cuando se renueve la discográfica la página cambiará. La fecha de la nueva página aún no se ha decidido" - Seppo Vesterinen.
En febrero de 2012, Valo concedió una entrevista a Kerrang! en la que declaró que le gustaría que el siguiente disco de la banda fuera lanzado por la discográfica del cantante de Cathedral. También dijo que el próximo disco iba a ser como volver a los orígenes, cuando solo eran influenciados por Black Sabbath.
En junio MTV3 habló con Seppo (mánager de la banda) y confirmó que Gas está recuperado, y que ya estaba listo para seguir con los ensayos.

### Tears on Tape(2013-2014)
El 15 de febrero de 2012, un artículo de la revista Kerrang!, Ville Valo afirmó que estaban buscando discográfica, "Me gustaría que el álbum fuera publicado con Rise Above Records" (propiedad del cantante de Cathedral, Lee Dorrian). "Pienso que sería genial". También afirmó que el sonido de la banda regresaría a sus raíces.
Tim Palmer, que produjo los anteriores Dark Light y Venus Doom, anunció en su cuenta oficial de Twitter (@TimPalmerMixer), el 16 de agosto ese mismo año, que estaba "entusiasmado por anunciar que estaré en Londres en noviembre para trabajar, una vez más con los poderosos HIM. Estad al tanto".
HIM publicó una nueva recopilación con sus grandes éxitos, el 6 de noviembre de 2012, titulada XX - Two Decades of Love Metal, que incluye un sencillo exclusivo llamado "Strange World", versión del cantautor Ké.
El 18 de agosto, Ville Valo confirmó en la cuenta oficial de la banda en Facebook que "Entraremos en el estudio pronto, en septiembre, con el productor Hiili Hiilesmaa para trabajar en nuestro octavo álbum, Tears on Tape, que será mezclado por Tim Palmer y publicado a principios de 2013...".
En una entrevista con www.examiner.com, el 22 de octubre de 2012, el cantante afirmó que el álbum sería publicado "... el año que viene, probablemente en marzo o en abril". El 8 de diciembre el álbum ya estaba finalizado.
El 26 de diciembre de 2012, en el Turku Club, la banda tocó uno de los nuevos temas, titulado I Will Be The End Of You.
Tears On Tape fue grabado en el Reino Unido y en Irlanda por DoubleCross, en el resto de Europa y en Asia, por Universal Records, y en Estados Unidos, por Razor & Tie. La fecha de publicación fue el 26 de abril de 2013 en Finlandia, y el 29 en el resto del mundo, excepto en Estados Unidos y Canadá, donde se publicó el día 30. En el mes de enero del 2015, el baterista Mika Karppinen más conocido como Gas entre sus fanáticos abandona la formación en muy buenos términos.
A HIM le fue concedido el premio Most Dedicated Fans, en el Golden God Awards del 2 de mayo de 2013.

### Últimos años y separación (2015-2017)
El 24 de mayo de 2017, se anunció que una exposición fotográfica de Ville Juurikkala, titulada HIM: Right Here In My Eyes, se celebrará en el Museo de Arte de Helsinki del 15 de junio al 3 de julio, con fotografías nunca antes vistas de la banda preparándose para su Tour de despedida. En noviembre de 2017, la exposición también se celebró en Morrison Hotel Gallery en la ciudad de Nueva York.
La banda tocó su espectáculo final en la víspera de Año Nuevo 2017 como parte del Festival de Helldone.

## Estilo

El estilo de HIM es debatido, es a menudo denominado "love metal" debido a los múltiples estilos que posee HIM en sus canciones, éstos varían dependiendo de sus álbumes y canciones: aunque principalmente es hard rock, algunas veces su estilo es más duro llegando al heavy metal y otras veces la música es bastante más suave llegando al Hard Rock. Ville Valo, declaró que la banda comenzó como una especie de banda tributo a Black Sabbath. En una entrevista del DVD Love Metal Archives Vol. I, Valo declara que él y el resto de la banda estaban hartos de que los periodistas les preguntaran por el estilo de la banda, y por el significado de "love metal" (nombre de su álbum de 2003). Los críticos los catalogan como Hard Rock, metal gótico, Heavy Metal o Metal Alternativo. Sin embargo, su estilo musical varía dependiendo de las canciones y álbumes, dándole así un estilo que los distingue de otras bandas.

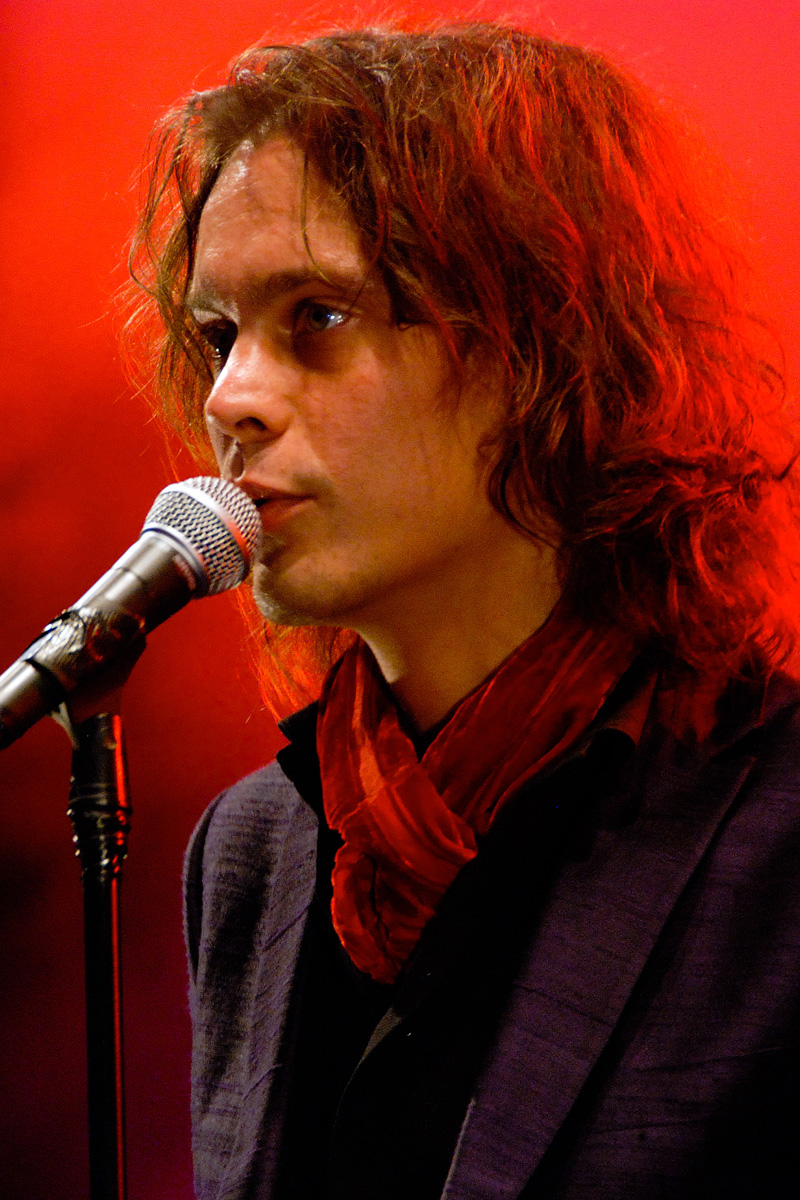
Ville Valo.

## Impacto
La banda HIM es de vital importancia a nivel internacional en grupos sociales que se hacen llamar seguidores del "Love Metal". Además ha influenciado tanto a bandas dentro, y fuera de Finlandia tales como 616 (Estados Unidos), Circus A.D. y Romanthica (España) quienes fueron los teloneros de HIM en la gira española de despedida, Trágico Ballet y Luto (México), Icon & The Black Roses (Portugal), Etherna y Madama Rita (Argentina), Flover (Rusia), Siggno, Razorblack, Nasson, Rosenoir (Chile) y Amore Ad Lunam (Puerto Rico), quienes tuvieron la oportunidad de telonear a HIM cuando se presentaron por primera vez en la isla de Puerto Rico.

## Miembros

### Formación final
- Ville Valo: voz, teclado y guitarra (1995-2017), bajo (1991-1993), batería (1995)
- Mikko «Mige» Paananen: bajo, coros (1991-1993, 1995-2017)
- Mikko «Linde» Lindström: guitarra (1995-2017), bajo (1995)
- Janne «Burton» Puurtinen: teclado, coros (2001-2017)
- Jukka «Kosmo» Kröger: batería (2015-2017)

### Miembros anteriores
- Sami «Juippi» Jokilehto: batería (1991-1993)
- Juha Tarvonen: batería (1991-1993)
- Oskari «Oki» Kymäläinen: guitarra (1996)
- Antto Melasniemi: teclado (1996-1998)
- Juhana «Pätkä» Rantala: batería (1995-1999)
- Jussi-Mikko «Juska» Salminen: teclado, coros (1998-2000)
- Mika «Gas Lipstick» Karppinen: batería (1999-2015)

## Discografía

### Álbumes de estudio
- Greatest Love Songs Vol. 666 (1997)
- Razorblade Romance (1999)
- Deep Shadows and Brilliant Highlights (2001)
- Love Metal (2003)
- Dark Light (2005)
- Venus Doom (2007)
- Screamworks: Love in Theory and Practice (2010)
- Tears on Tape (2013)